# Schild-Lallemantie
Der Schild-Lallemantie (Lallemantia peltata) ist eine Pflanzenart aus der Gattung Lallemantia in der Familie der Lippenblütler (Lamiaceae).

## Beschreibung
Der Schild-Lallemantie ist eine einjährige Pflanze, die Wuchshöhen zwischen 15 und 40 Zentimetern erreicht. Die Deckblätter sind kreisrund, gewimpert und gezähnt. Die Krone ist violettblau bis hellblau und 14 bis 18 Millimeter lang (selten schon ab 10 Millimeter). Die Kronröhre ist ungefähr so lang wie der Kelch.
Die Blütezeit reicht von Juli bis August.

## Verbreitung
Die Art kommt im Kaukasus, in der Türkei, im Irak und im Iran auf Brachäckern und an Wegränder in Höhenlagen von 1250 bis 2500 Meter vor.

## Nutzung
Der Schild-Lallemantie wird selten als Zierpflanze für Sommerblumenbeete genutzt.